# Stage mother
Stage mother è un'espressione idiomatica inglese, tipica del mondo del teatro, del cinema e della televisione. L'espressione, dai connotati non particolarmente positivi, viene usata per indicare una madre che spinge insistentemente i figli nel mondo dello spettacolo, spesso per soddisfare un proprio desiderio piuttosto che per un reale interesse del bambino per le arti.
Uno dei casi più celebri è quello di Rose Thompson Hovick, madre dell'attrice June Havoc e della star del burlesque Gypsy Rose Lee; la donna fece recitare le figlie sin da bambine in numerosi spettacoli di varietà e numeri di vaudeville e dopo che la figlia June scappò dalla famiglia, spinse l'altra figlia ad entrare nel mondo del burlesque. La sua storia è stata raccontata da Gypsy Rose Lee nelle sue memoria, da cui è stato tratto il musical di grande successo Gypsy: A Musical Fable, con libretto di Arthur Laurents, musiche di Jule Styne e parole di Stephen Sondheim.
Esiste anche il termine Stage father, per indicare lo stesso fenomeno applicato ai padri. Un celebre esempio è quello di Leopold Mozart, che una volta riconosciuto lo straordinario talento del figlio Wolfgang Amadeus, lo fece esibire estensivamente in tutta Europa come bambino prodigio fin da giovanissima età. Un altro esempio è quello di Abraham Quintanilla Jr., che portò la figlia Selena al successo. Spesso uno stage father è più dedito allo sport che alle arti e spinge il figlio ad allenarsi particolarmente duramente, senza considerare i desideri del bambino. Un caso celebre è quello di Lonzo Ball, il cui padre LaVar ha sostenuto e esagerato le capacità del figlio, fino a definirlo in diverse interviste il più grande giocatore di basket al mondo, superiore perfino a LeBron James e Michael Jordan.
A questi due termini si unisce quello di Script mother, che indica una scrittrice che utilizza eventi spiacevoli e a volte umilianti della vita dei figli per farne racconti, romanzi o sceneggiature. Nel romanzo e nel film L'amore bugiardo, ad esempio, la protagonista Amy Dunne ha visto la propria intera infanzia novelizzata dai genitori in una serie di libri per bambini di grande successo con protagonista la Fantastica Amy (Amazing Amy).

## Nella cultura di massa
Oltre ai già citati Gypsy e L'amore bugiardo, altri esempi di stage mothers, stage fathers of script parents si possono trovare in:
- Figlia d'arte (Stage Mother), film di Charles Brabin (1933) su un'artista di scarso successo che spinge la figlia nel mondo del vaudeville per brillare di luce riflessa.
- Bellissima, di Luchino Visconti (1951), dove Maddalena Cecconi (Anna Magnani) prova a far sfondare la figlia Maria a Cinecittà, come trampolino di lancio di un'ascesa sociale.
- Nel film Frances di Graeme Clifford (1982) si racconta la vita dell'attrice Frances Farmer e il suo complicato rapporto con la madre Lillian Van Ornum, che la spinse nel mondo della recitazione da ragazza e ne controllò a continuare la carriera da adulta.
- Nella serie tv Jane the Virgin Liliana De La Vega (Rita Moreno) spinge il figlio Rogelio (Jaime Camil) nel mondo dello spettacolo in giovanissima età.